# 疏忽岩黄耆
疏忽岩黄耆（学名：Hedysarum neglectum）为豆科岩黄耆属下的一个种。

## 扩展阅读
維基物種上的相關：疏忽岩黄耆